# Jakob Gsell
Friedrich Jakob Gsell (* 1812 in Bischwiller; † 20. September 1871 in Wien) war ein Wollhändler und Kunstsammler.

## Leben

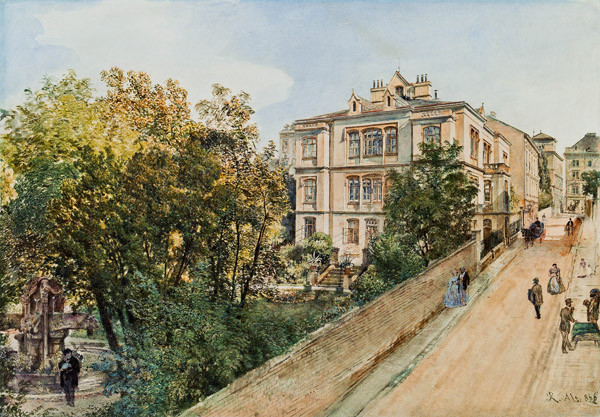
Rudolf von Alt: Schmöllerlgasse in Wien mit dem Haus Gsells (1866)

Jakob Gsell hatte mit dem Wollhandel ein beträchtliches Vermögen erworben und konnte sich so bereits frühzeitig aus dem Geschäft zurückziehen. Er ließ sich in Wien nieder und begründete hier ab 1849 in seinem gotischen Haus in der Schmöllerlgasse 3 eine der bedeutenden privaten Gemäldesammlungen Wiens, die Galerie Gsell. Der bedeutende Wiener Kunsthändler Georg Plach gibt im Vorwort seines Katalogs 1872 einen kurzen Abriss der Geschichte der Entstehung der Sammlung Gsells, die mit dem Erwerb von zwei Gemälden Verheydens in der von Plach geleiteten Auktion der Baranowskischen Galerie 1849 begann. Bei der Auktion der Gräflich Festetitschen Galerie des Grafen Samuel Festetics de Tolna brach 1859 das Eis, die Hauptwerke aus dieser Auktion gingen an zwei Bieter, an Gsell und den Kunstsammler Dr. Sterne. Damit war der Grundstock der späteren Sammlung Galerie Gsell, die bei seinem Tod allein 600 Ölgemälde umfasste, gelegt. Von Gsell selbst wohl genährte Hoffnungen auf eine Stiftung seiner Sammlung an seine Heimatstadt Straßburg oder die Stadt Wien zerschlugen sich nach seinem Tod und die Galerie Gsell wurde ab dem 14. März 1872 über mehrere Tage durch eine große, wiederum von Georg Plach im Künstlerhaus Wien durchgeführte Auktion zerschlagen. Zum Verkauf gelangten neben den 600 Ölgemälden über 1000 weitere Lose bestehend aus Zeichnungen, Ölstudien, Aquarellen, Radierungen und Antiquitäten.
Gsell war ein großer Förderer des Malers Rudolf von Alt.

## Im Katalog 1872 abgebildete Gemälde

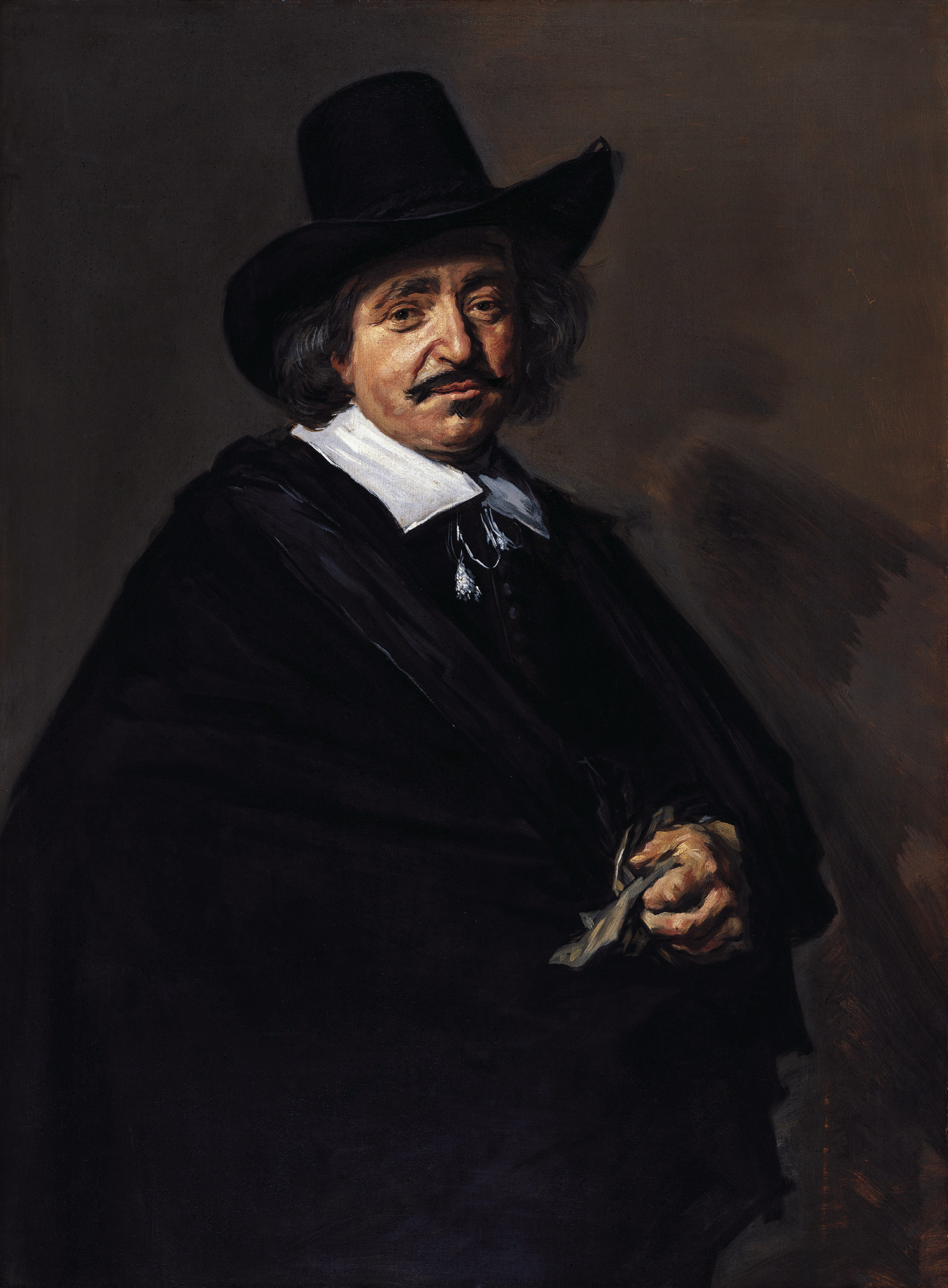
Franz Hals: Bildnis eines Mannes, Los 37; seit 2003 im Liechtenstein Museum, Wien
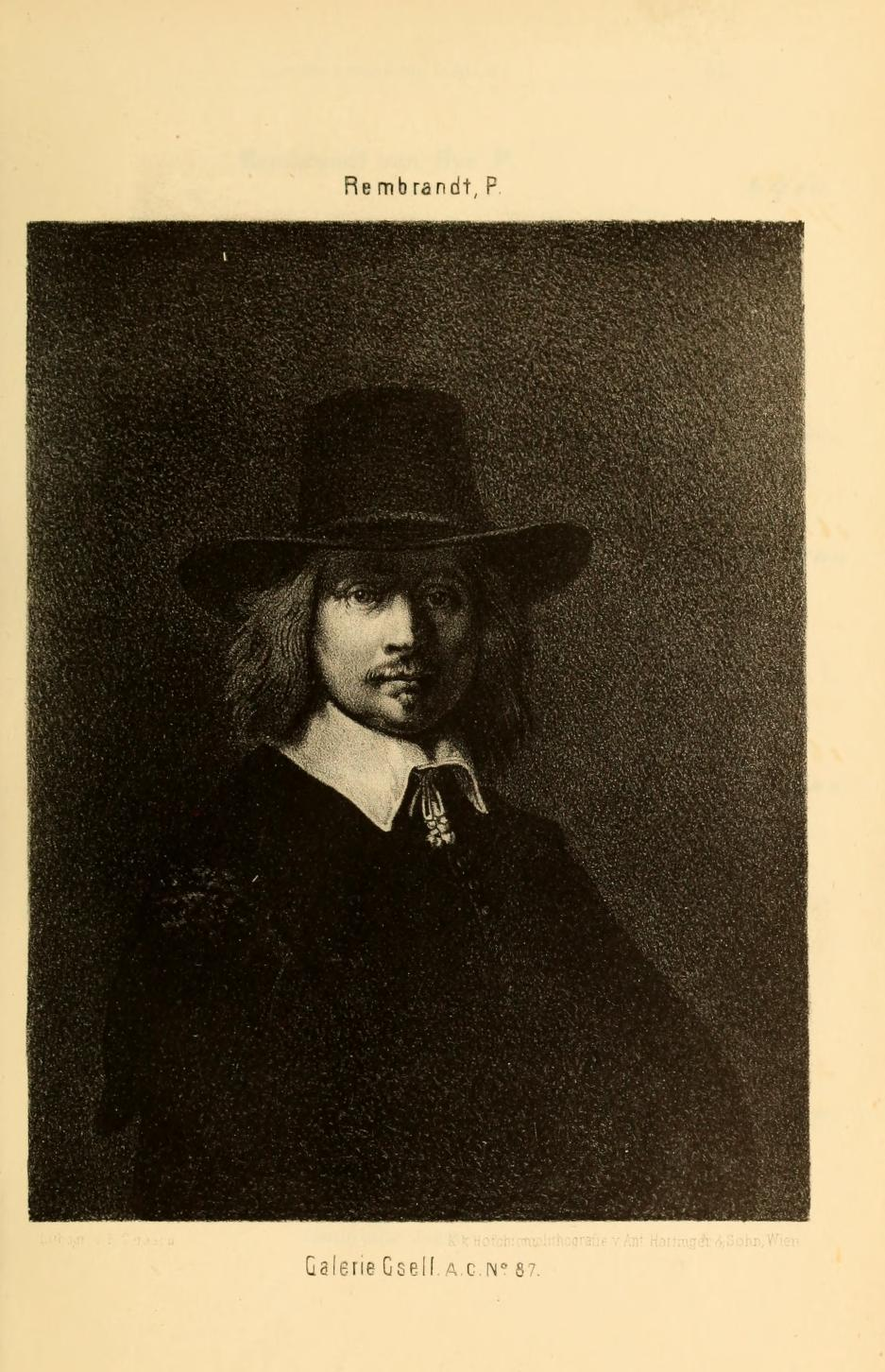
Rembrandt: Bildnis eines Mannes (1634), Los 87.
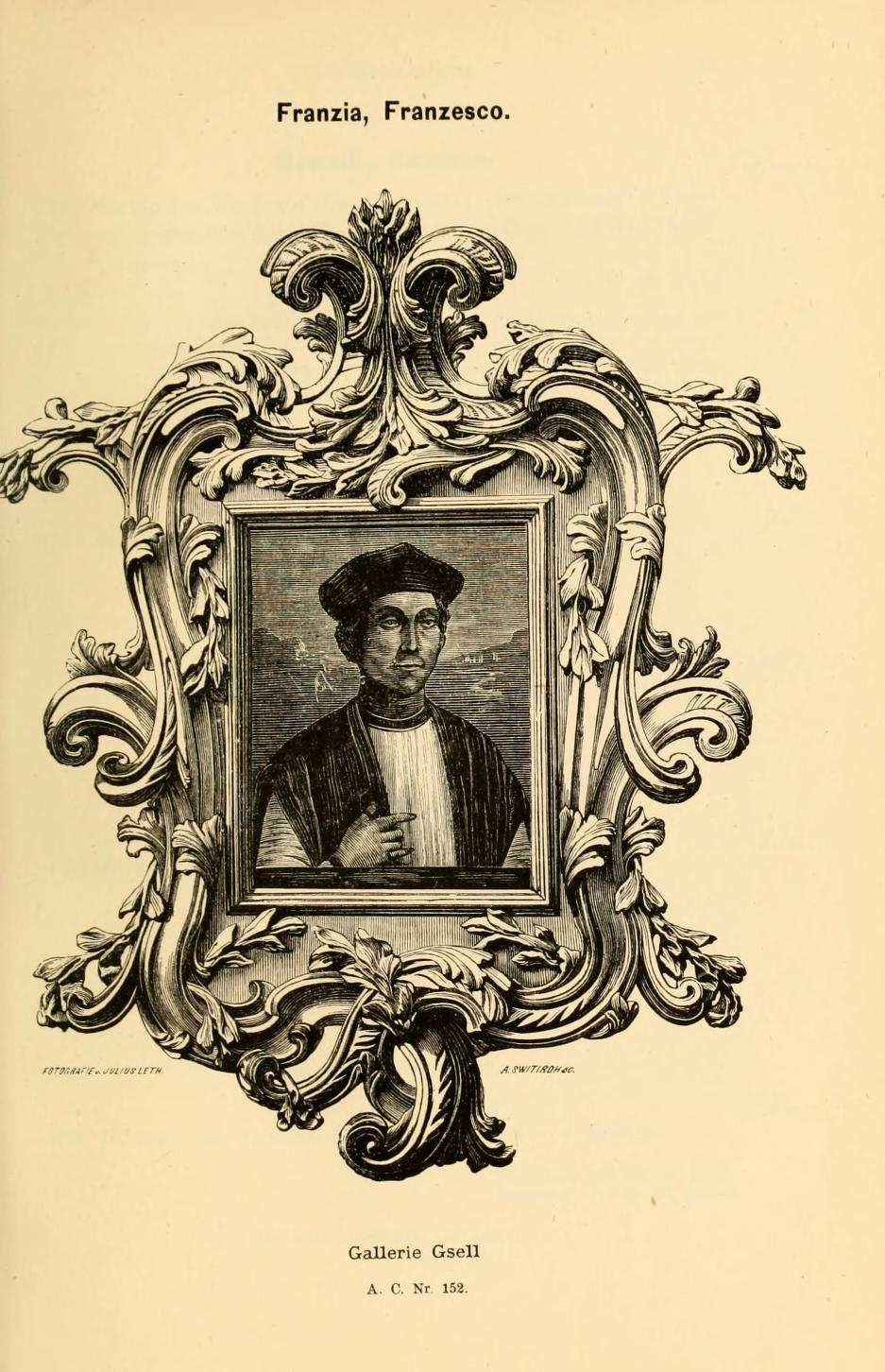
Francesco Francia: Porträt des Bischofs Altobello Averoldi, Los 152
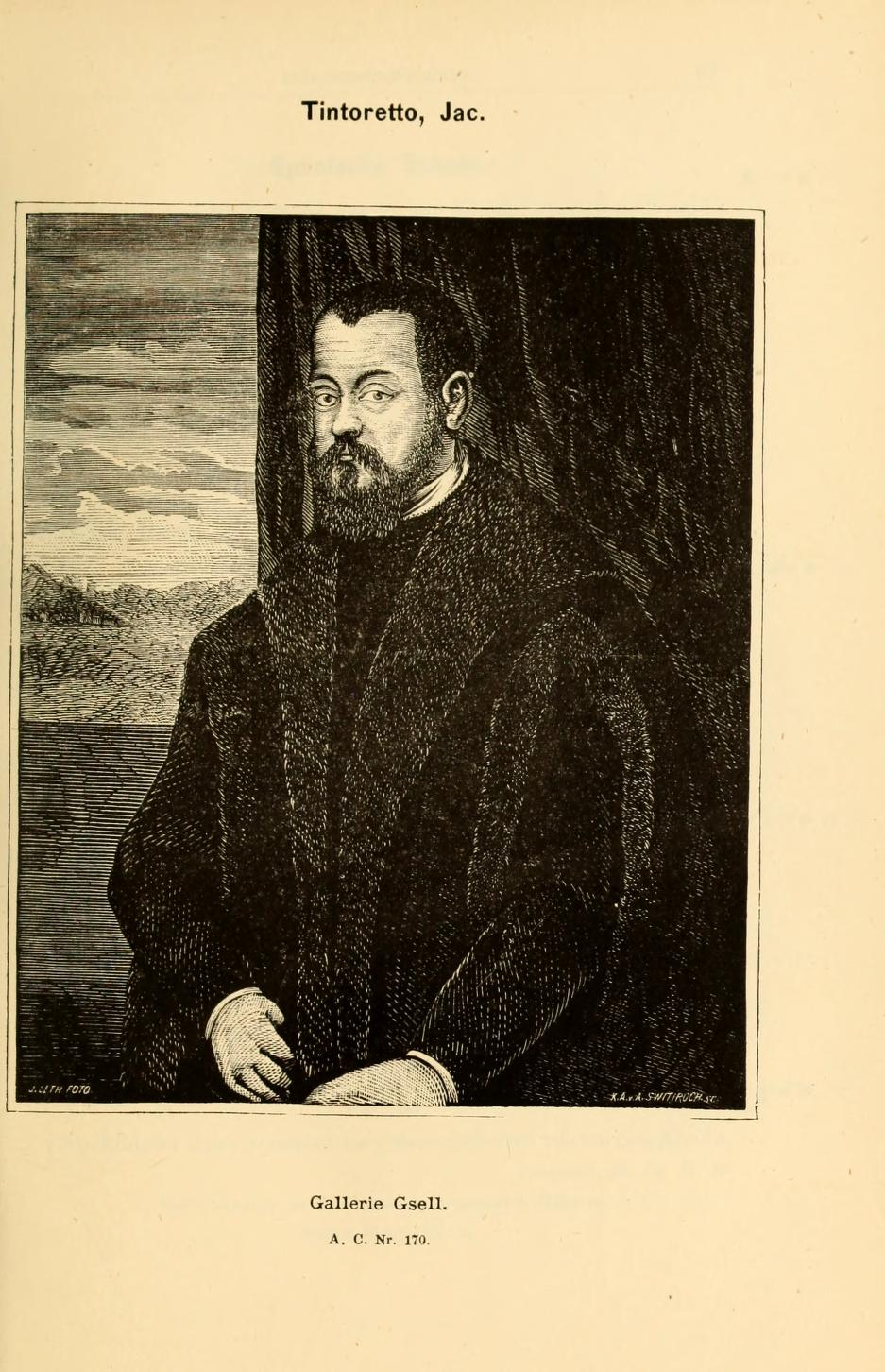
Jacopo Tintoretto: Bildnis eines Senators, Los 170
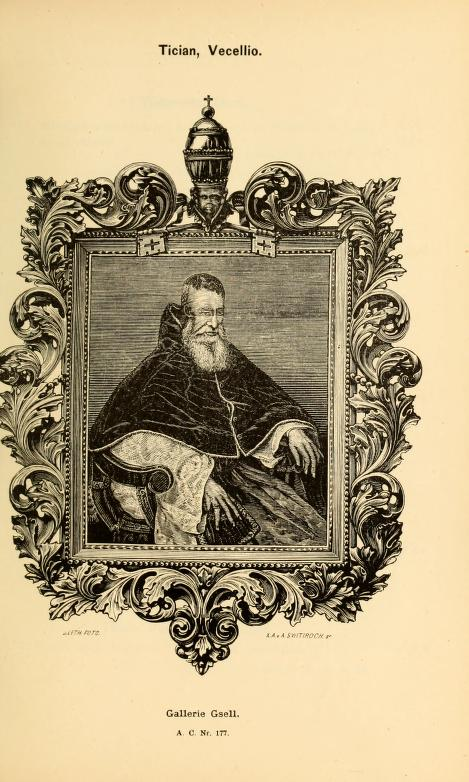
Tizian: Porträt Papst Paul III. (1543), Los 177
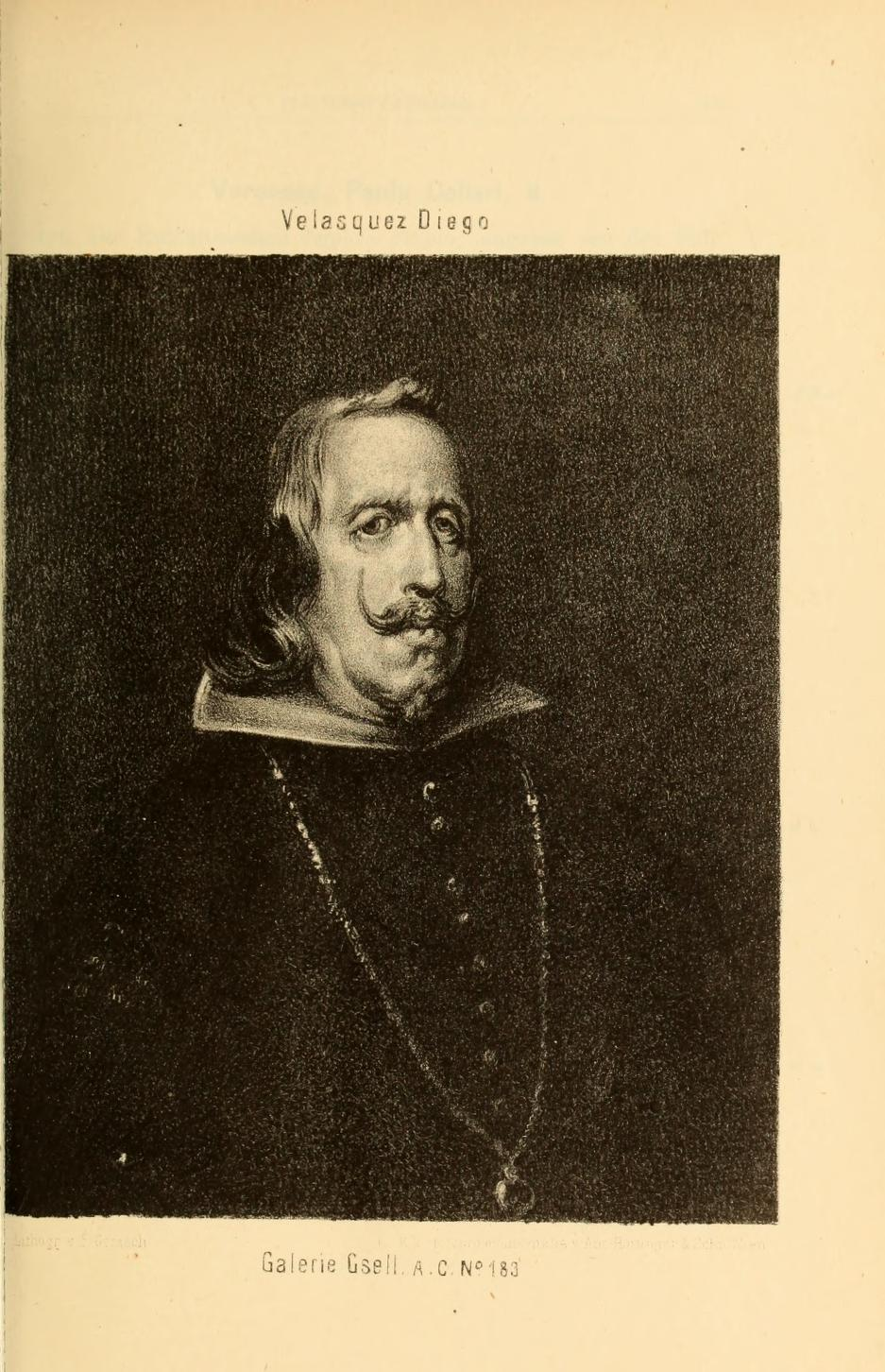
Velásquez: Porträt Philipp II. von Spanien, Los 182